# Саїда (вілаєт)
Саїда (араб. ولاية سعيدة‎‎) — вілаєт Алжиру. Адміністративний центр — м. Саїда. Площа — 6 764 км². Населення — 328 685 осіб (2008).

## Географічне положення
На півночі межує з вілаєтом Маскара, на сході — з вілаєтом Тіарет, на півдні — з вілаєтом Ель-Баяд, на заході — з вілаєтом Сіді-Бель-Аббес.
Розташований в Атлаських горах.

## Адміністративний поділ
Поділяється на 6 округів та 16 муніципалітетів.
| Алжир | Це незавершена стаття з географії Алжиру. Ви можете допомогти проєкту, виправивши або дописавши її. |